# Kurt Jara
Kurt Jara (Innsbruck, 14. listopada 1950.) umirovljeni je austrijski nogometni trener i nogometaš.

## Igrački trofeji
- Austrijska Bundesliga (3):
  - 1971., 1972., 1973.
- Austrijski Kup (2):
  - 1970., 1973.
- Švicarska Super liga (3):
  - 1982., 1983., 1984.
- Švicarski Kup (1):
  - 1983.

## Vanjske poveznice
- Karijera - Nacionalna reprezentacija
- Bundesligaška statistika  Arhivirana inačica izvorne stranice od 23. rujna 2007. (Wayback Machine) - Fussballportal